# Pentacontágono
En geometría, un pentacontágono o pentecontágono o 50-gono es un polígono de cincuenta lados. La suma de los ángulos interiores de cualquier tetracontágono es 8640 grados.

## Propiedades del pentacontágono regular
Un ángulo interior en un pentacontágono regular es 1724⁄5°, lo que significa que un ángulo exterior sería 71⁄5°.
El área de un pentacontágono regular es (con t = longitud del perímetro)
{\displaystyle A={\frac {25}{2}}t^{2}\cot {\frac {\pi }{50}}}
y su inradio es
{\displaystyle r={\frac {1}{2}}t\cot {\frac {\pi }{50}}}
El circunradio de un pentacontágono regular tiene la fórmula
{\displaystyle R={\frac {1}{2}}t\csc {\frac {\pi }{50}}}
Dado que 50 = 2 × 52, un pentacontágono regular no se puede construir con regla y compás, y no se puede construir incluso si se permite el uso de un trisector de ángulo. Sin embargo, se puede construir usando una curva auxiliar (como la Cuadratriz de Hipias o una espiral de Arquímedes), ya que tales curvas se pueden usar para dividir ángulos en cualquier número de partes iguales. Por ejemplo, se puede construir un ángulo de 36 ° usando un compás y una regla y proceder a quintisectarlo (dividirlo en cinco partes iguales) usando una espiral de Arquímedes, dando el ángulo de 7.2° requerido para construir un pentacontágono.

## Simetría

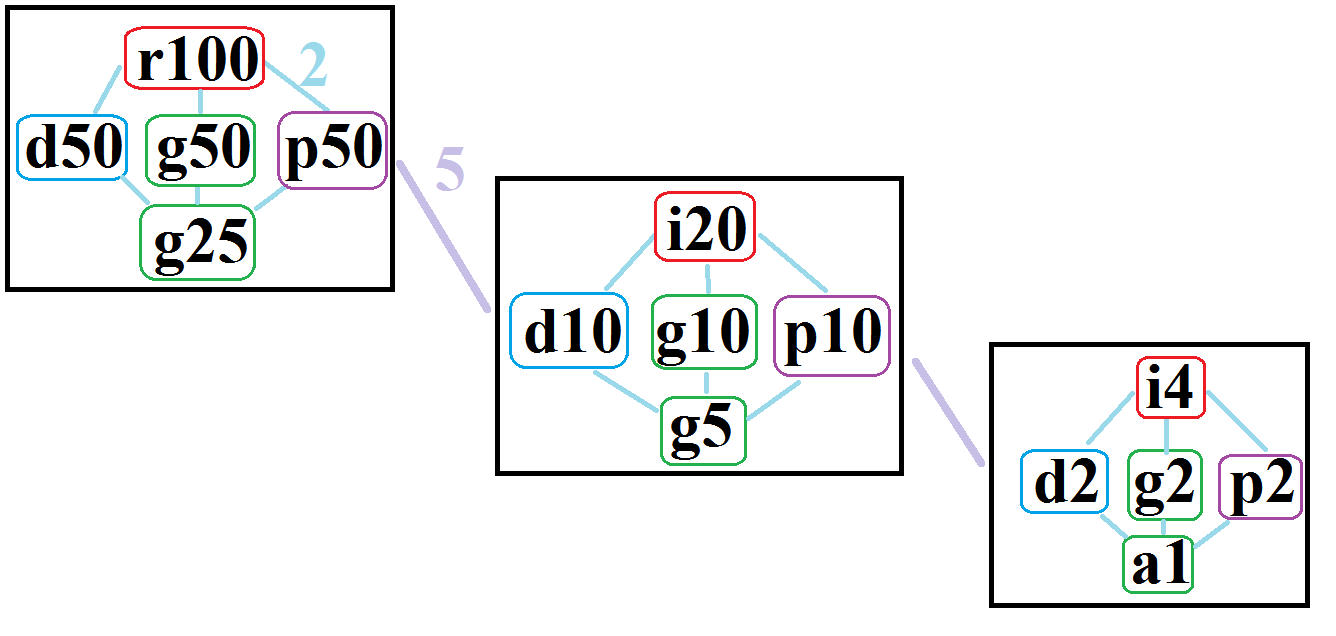
Simetrías de un pentacontágono regular. Las líneas de color azul claro muestran subgrupos del índice 2. Los 3 subgrafos encuadrados están relacionados posicionalmente por subgrupos de índice 5.

El pentacontágono regular posee simetría diedral Dih40, orden 100, representada por 50 ejes de reflexión. Dih50 tiene 5 subgrupos diedrales: Dih25, (Dih10, Dih5), y (Dih2, Dih1). También posee seis simetrías cíclicas más como subgrupos: (Z50, Z25), (Z10, Z5), and (Z2, Z1), con Zn representando la simetría rotacional de π/n radianes.
John Conway etiqueta estas simetrías inferiores con una letra, y el orden de la simetría sigue a la letra. Así, utiliza d (diagonal) con ejes de simetría a través de vértices, p con ejes de simetría a través de los lados (perpendiculares), i con ejes de simetría a través de vértices y lados; y la letra g para los casos de simetría rotacional. El código a1 indica la carencia de simetría.
Estas simetrías más bajas permiten grados de libertad para definir tetracontágonos irregulares. Solo el subgrupo g50 no tiene grados de libertad, y puede considerarse como un grafo dirigido.

## Pentacontagrama
Un pentacontagrama es una estrella de 50 vértices. Hay nueve formas regulares proporcionados por los símbolos de Schläfli {40/3}, {40/7}, {40/9}, {40/11}, {40/13}, {40/17} y {40/19}; además de otras 16 fórmulas de estrellas coincidentes con alguna configuración de vértices anterior.
| Imagen          | {50⁄3}   | {50⁄7}   | {50⁄9}   | {50⁄11}  | 50⁄13 |
| ángulo interior | 158.4°   | 129.6°   | 115.2°   | 100.8°   | 86.4° |
| Imagen          | {50⁄17 } | {50⁄19 } | {50⁄21 } | {50⁄23 } |       |
| ángulo interior | 57.6°    | 43.2°    | 28.8°    | 14.4°    |       |